# Бъбрица на Ричард
Бъбрицата на Ричард (Anthus richardi) е вид птица от семейство Стърчиопашкови (Motacillidae).

## Разпространение
Обитава големи части от Азия и Африка, като в азиатската част от ареала видът е прелетен – гнезди в Източна и Централна Азия, а зимува в Южна и Югоизточна Азия.